# Kenadsa
Kenadsa (în arabă قنادسة) este o comună din provincia Béchar, Algeria.
Populația comunei este de 14.060 de locuitori (2009).